# サディ・カルノー暗殺事件

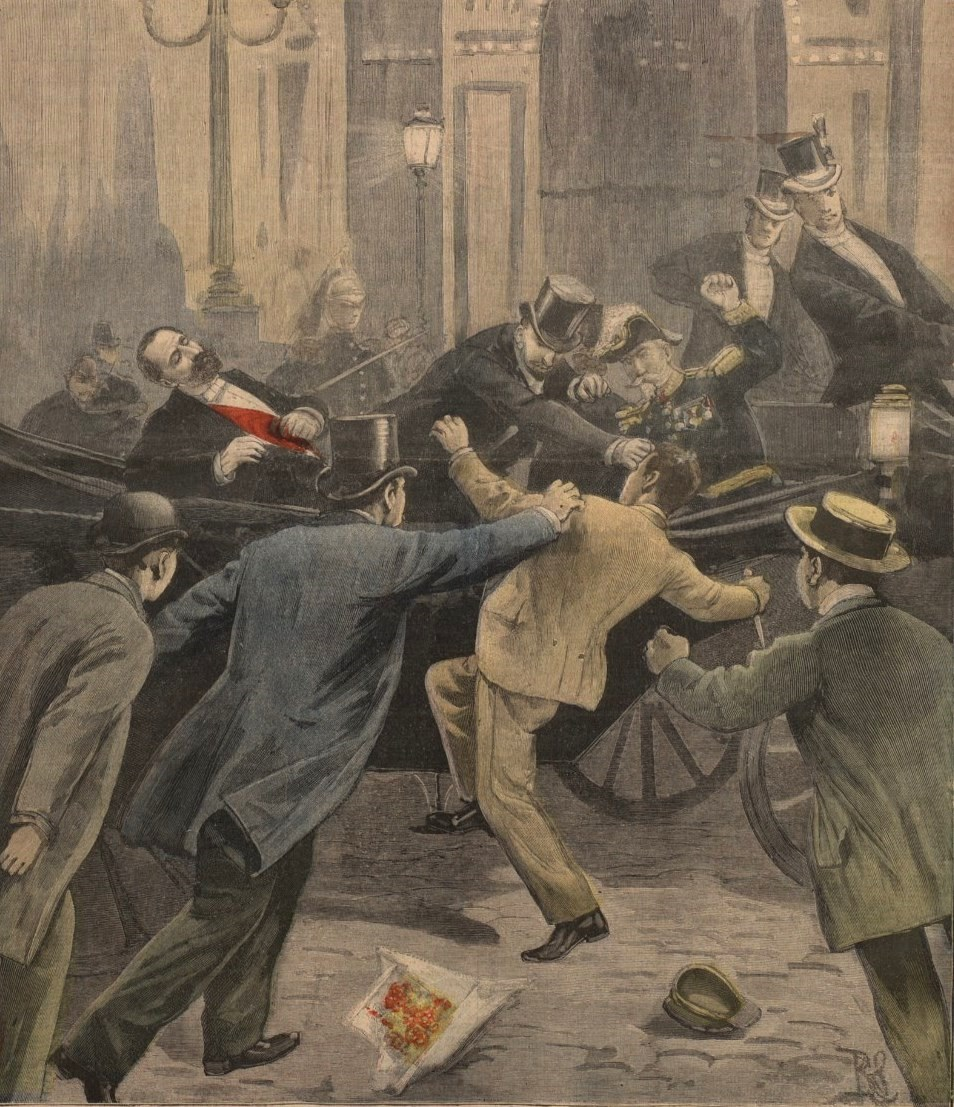
刺された直後のイラスト

サディ・カルノー暗殺事件は1894年6月24日にフランス5代大統領のマリー・フランソワ・サディ・カルノーがイタリアの無政府主義者の男に刃物で肝臓を刺され翌朝の0時45分頃に死亡した暗殺事件。

## 暗殺

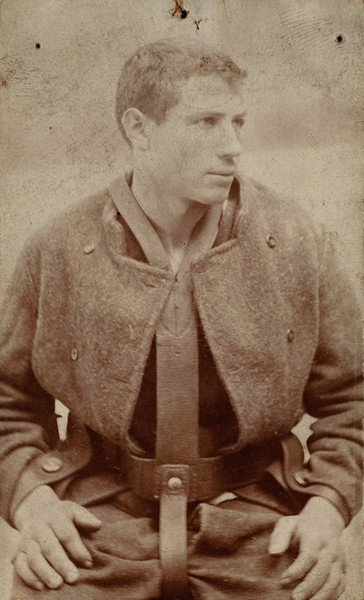
殺害犯のカセリオ

フランス5代大統領 のマリー・フランソワ・サディ・カルノーは1894年6月24日にリヨンで行われていた祝賀晩餐会に出席していた。午後9時頃にカルノーは警察に囲まれながら馬車で帰る支度を行った。すると群衆からイタリア出身の無政府主義者のサンテ・ジェロニモ・カセリオが勢いよく近づき刃物でカルノーの背中を刺しすぐさま肝臓を刺した。カルノーは倒れ込み大量の出血を引き起こしていた。病院に搬送されたが虚しいことに翌朝の0時45分に死亡が確認された。

## 影響
カセリオは1894年8月6日に死刑判決でリヨンで処刑された。当時20歳であった。フランス政府はこの暗殺事件を受けて、一連の強硬法が可決された。その後カルノーの国葬が行われた。